# David Rodrigo
David Rodrigo (8 maggio 1968) è un allenatore di calcio spagnolo.

## Carriera
Rodrigo ha iniziato ad allenare il Lleida, per poi passare al Binéfar. Con il Binéfar ha raggiunto la promozione in Segunda División B e ha vinto la Copa Federación.
Nel 1998 ha accettato la nomina a commissario tecnico della Nazionale di calcio di Andorra. Sotto la sua guida il 13 ottobre 2004 l'Andorra ha vinto la prima partita non amichevole della sua storia contro la Macedonia nelle qualificazioni al Mondiale 2006. Nel febbraio 2010 è stato nominato direttore tecnico della Federazione calcistica di Andorra e ha quindi lasciato la carica di CT della Nazionale maggiore dove è stato sostituito dall'ex portiere Koldo.

## Statistiche

### Allenatore

#### Nazionale
| Cronologia completa delle presenze e delle reti in nazionale ― San Marino | Cronologia completa delle presenze e delle reti in nazionale ― San Marino | Cronologia completa delle presenze e delle reti in nazionale ― San Marino | Cronologia completa delle presenze e delle reti in nazionale ― San Marino | Cronologia completa delle presenze e delle reti in nazionale ― San Marino | Cronologia completa delle presenze e delle reti in nazionale ― San Marino | Cronologia completa delle presenze e delle reti in nazionale ― San Marino | Cronologia completa delle presenze e delle reti in nazionale ― San Marino |
| Data                                                                      | Città                                                                     | In casa                                                                   | Risultato                                                                 | Ospiti                                                                    | Competizione                                                              | Reti                                                                      | Note                                                                      |
| ------------------------------------------------------------------------- | ------------------------------------------------------------------------- | ------------------------------------------------------------------------- | ------------------------------------------------------------------------- | ------------------------------------------------------------------------- | ------------------------------------------------------------------------- | ------------------------------------------------------------------------- | ------------------------------------------------------------------------- |
| 5/6/1999                                                                  | Kiev                                                                      | Ucraina                                                                   | 4 – 0                                                                     | Andorra                                                                   | Qual. Euro 2000                                                           | -                                                                         |                                                                           |
| 9/6/1999                                                                  | Barcellona                                                                | Andorra                                                                   | 0 – 1                                                                     | Francia                                                                   | Qual. Euro 2000                                                           | -                                                                         |                                                                           |
| 18/8/1999                                                                 | Lisbona                                                                   | Portogallo                                                                | 4 – 0                                                                     | Andorra                                                                   | Amichevole                                                                | -                                                                         |                                                                           |
| 4/9/1999                                                                  | Reykjavík                                                                 | Islanda                                                                   | 3 – 0                                                                     | Andorra                                                                   | Qual. Euro 2000                                                           | -                                                                         |                                                                           |
| 8/9/1999                                                                  | Andorra La Vella                                                          | Andorra                                                                   | 1 – 2                                                                     | Russia                                                                    | Qual. Euro 2000                                                           | Justo Ruiz                                                                |                                                                           |
| 9/10/1999                                                                 | Andorra La Vella                                                          | Andorra                                                                   | 0 – 3                                                                     | Armenia                                                                   | Qual. Euro 2000                                                           | -                                                                         |                                                                           |
| 6/2/2000                                                                  | Attard                                                                    | Andorra                                                                   | 0 – 3                                                                     | Albania                                                                   | Amichevole                                                                | -                                                                         |                                                                           |
| 8/2/2000                                                                  | Attard                                                                    | Malta                                                                     | 1 – 1                                                                     | Andorra                                                                   | Amichevole                                                                | Óscar Sonejee                                                             |                                                                           |
| 10/2/2000                                                                 | Attard                                                                    | Andorra                                                                   | 0 – 3                                                                     | Azerbaigian                                                               | Amichevole                                                                | -                                                                         |                                                                           |
| 26/4/2000                                                                 | Aixovall                                                                  | Andorra                                                                   | 2 – 0                                                                     | Bielorussia                                                               | Amichevole                                                                | Jesús Julián Lucendo Juli Sánchez                                         |                                                                           |
| 16/8/2000                                                                 | Tallinn                                                                   | Estonia                                                                   | 1 – 0                                                                     | Andorra                                                                   | Qual. Mondiali 2002                                                       | -                                                                         |                                                                           |
| 2/9/2000                                                                  | Aixovall                                                                  | Andorra                                                                   | 2 – 3                                                                     | Cipro                                                                     | Qual. Mondiali 2002                                                       | Emiliano González Ildefonso Lima                                          |                                                                           |
| 7/10/2000                                                                 | Aixovall                                                                  | Andorra                                                                   | 1 – 2                                                                     | Estonia                                                                   | Qual. Mondiali 2002                                                       | Justo Ruiz                                                                |                                                                           |
| 15/11/2000                                                                | Limassol                                                                  | Cipro                                                                     | 5 – 0                                                                     | Andorra                                                                   | Qual. Mondiali 2002                                                       | -                                                                         |                                                                           |
| 28/2/2001                                                                 | Funchal                                                                   | Portogallo                                                                | 3 – 0                                                                     | Andorra                                                                   | Qual. Mondiali 2002                                                       | -                                                                         |                                                                           |
| 24/3/2001                                                                 | Barcellona                                                                | Andorra                                                                   | 0 – 5                                                                     | Paesi Bassi                                                               | Qual. Mondiali 2002                                                       | -                                                                         |                                                                           |
| 28/3/2001                                                                 | Barcellona                                                                | Andorra                                                                   | 0 – 3                                                                     | Irlanda                                                                   | Qual. Mondiali 2002                                                       | -                                                                         |                                                                           |
| 25/4/2001                                                                 | Dublino                                                                   | Irlanda                                                                   | 3 – 1                                                                     | Andorra                                                                   | Amichevole                                                                | Ildefonso Lima                                                            |                                                                           |
| 1/9/2001                                                                  | Lleida                                                                    | Andorra                                                                   | 1 – 7                                                                     | Portogallo                                                                | Qual. Mondiali 2002                                                       | Roberto Jonás                                                             |                                                                           |
| 6/10/2001                                                                 | Arnhem                                                                    | Paesi Bassi                                                               | 4 – 0                                                                     | Andorra                                                                   | Qual. Mondiali 2002                                                       | -                                                                         |                                                                           |
| 27/3/2002                                                                 | Attard                                                                    | Malta                                                                     | 1 – 1                                                                     | Andorra                                                                   | Amichevole                                                                | Ildefonso Lima                                                            |                                                                           |
| 17/4/2002                                                                 | Aixovall                                                                  | Andorra                                                                   | 2 – 0                                                                     | Albania                                                                   | Amichevole                                                                | Emiliano González Manolo Jiménez                                          |                                                                           |
| 7/6/2002                                                                  | Aixovall                                                                  | Andorra                                                                   | 0 – 2                                                                     | Armenia                                                                   | Amichevole                                                                | -                                                                         |                                                                           |
| 21/8/2002                                                                 | Reykjavík                                                                 | Islanda                                                                   | 3 – 0                                                                     | Andorra                                                                   | Amichevole                                                                | -                                                                         |                                                                           |
| 12/10/2002                                                                | Aixovall                                                                  | Andorra                                                                   | 0 – 1                                                                     | Belgio                                                                    | Amichevole                                                                | -                                                                         |                                                                           |
| 16/10/2002                                                                | Sofia                                                                     | Bulgaria                                                                  | 2 – 1                                                                     | Andorra                                                                   | Qual. Euro 2004                                                           | Antoni Lima Solá                                                          |                                                                           |
| 2/4/2003                                                                  | Varaždin                                                                  | Croazia                                                                   | 2 – 0                                                                     | Andorra                                                                   | Qual. Euro 2004                                                           | -                                                                         |                                                                           |
| 30/4/2003                                                                 | Aixovall                                                                  | Andorra                                                                   | 0 – 2                                                                     | Estonia                                                                   | Qual. Euro 2004                                                           | -                                                                         |                                                                           |
| 7/6/2003                                                                  | Tallinn                                                                   | Estonia                                                                   | 2 – 0                                                                     | Andorra                                                                   | Qual. Euro 2004                                                           | -                                                                         |                                                                           |
| 11/6/2003                                                                 | Gand                                                                      | Belgio                                                                    | 3 – 0                                                                     | Andorra                                                                   | Qual. Euro 2004                                                           | -                                                                         |                                                                           |
| 13/6/2003                                                                 | Aixovall                                                                  | Andorra                                                                   | 0 – 2                                                                     | Gabon                                                                     | Amichevole                                                                | -                                                                         |                                                                           |
| 6/9/2003                                                                  | Aixovall                                                                  | Andorra                                                                   | 0 – 3                                                                     | Croazia                                                                   | Qual. Euro 2004                                                           | -                                                                         |                                                                           |
| 10/9/2003                                                                 | Aixovall                                                                  | Andorra                                                                   | 0 – 3                                                                     | Bulgaria                                                                  | Qual. Euro 2004                                                           | -                                                                         |                                                                           |
| 14/4/2004                                                                 | Aixovall                                                                  | Andorra                                                                   | 0 – 0                                                                     | Cina                                                                      | Amichevole                                                                | -                                                                         |                                                                           |
| 28/5/2004                                                                 | Montpellier                                                               | Francia                                                                   | 4 – 0                                                                     | Andorra                                                                   | Amichevole                                                                | -                                                                         |                                                                           |
| 5/6/2004                                                                  | Getafe                                                                    | Spagna                                                                    | 4 – 0                                                                     | Andorra                                                                   | Amichevole                                                                | -                                                                         |                                                                           |
| 4/9/2004                                                                  | Tampere                                                                   | Finlandia                                                                 | 3 – 0                                                                     | Andorra                                                                   | Qual. Mondiali 2006                                                       | -                                                                         |                                                                           |
| 8/9/2004                                                                  | Aixovall                                                                  | Andorra                                                                   | 1 – 5                                                                     | Romania                                                                   | Qual. Mondiali 2006                                                       | Marc Pujol                                                                |                                                                           |
| 13/10/2004                                                                | Aixovall                                                                  | Andorra                                                                   | 1 – 0                                                                     | Macedonia del Nord                                                        | Qual. Mondiali 2006                                                       | Marc Bernaus                                                              |                                                                           |
| 17/11/2004                                                                | Aixovall                                                                  | Andorra                                                                   | 0 – 3                                                                     | Paesi Bassi                                                               | Qual. Mondiali 2006                                                       | -                                                                         |                                                                           |
| 9/2/2005                                                                  | Skopje                                                                    | Macedonia del Nord                                                        | 0 – 0                                                                     | Andorra                                                                   | Qual. Mondiali 2006                                                       | -                                                                         |                                                                           |
| 26/3/2005                                                                 | Erevan                                                                    | Armenia                                                                   | 2 – 1                                                                     | Andorra                                                                   | Qual. Mondiali 2006                                                       | Fernando Silva                                                            |                                                                           |
| 30/3/2004                                                                 | Aixovall                                                                  | Andorra                                                                   | 0 – 4                                                                     | Rep. Ceca                                                                 | Qual. Mondiali 2006                                                       | -                                                                         |                                                                           |
| 4/6/2005                                                                  | Liberec                                                                   | Rep. Ceca                                                                 | 8 – 1                                                                     | Andorra                                                                   | Qual. Mondiali 2006                                                       | Gabi Riera                                                                |                                                                           |
| 17/8/2005                                                                 | Costanza                                                                  | Romania                                                                   | 2 – 0                                                                     | Andorra                                                                   | Qual. Mondiali 2006                                                       | -                                                                         |                                                                           |
| 3/9/2005                                                                  | Aixovall                                                                  | Andorra                                                                   | 0 – 0                                                                     | Finlandia                                                                 | Qual. Mondiali 2006                                                       | -                                                                         |                                                                           |
| 7/9/2005                                                                  | Eindhoven                                                                 | Paesi Bassi                                                               | 4 – 0                                                                     | Andorra                                                                   | Qual. Mondiali 2006                                                       | -                                                                         |                                                                           |
| 12/10/2005                                                                | Aixovall                                                                  | Andorra                                                                   | 0 – 3                                                                     | Armenia                                                                   | Qual. Mondiali 2006                                                       | -                                                                         |                                                                           |
| 16/8/2006                                                                 | Minsk                                                                     | Bielorussia                                                               | 3 – 0                                                                     | Andorra                                                                   | Amichevole                                                                | -                                                                         |                                                                           |
| 2/9/2006                                                                  | Manchester                                                                | Inghilterra                                                               | 5 – 0                                                                     | Andorra                                                                   | Qual. Euro 2008                                                           | -                                                                         |                                                                           |
| 6/9/2006                                                                  | Nimega                                                                    | Israele                                                                   | 4 – 1                                                                     | Andorra                                                                   | Qual. Euro 2008                                                           | Juli Fernández                                                            |                                                                           |
| 7/10/2006                                                                 | Zagabria                                                                  | Croazia                                                                   | 7 – 0                                                                     | Andorra                                                                   | Qual. Euro 2008                                                           | -                                                                         |                                                                           |
| 11/10/2006                                                                | Aixovall                                                                  | Andorra                                                                   | 0 – 3                                                                     | Macedonia del Nord                                                        | Qual. Euro 2008                                                           | -                                                                         |                                                                           |
| 7/2/2007                                                                  | Aixovall                                                                  | Andorra                                                                   | 0 – 0                                                                     | Armenia                                                                   | Qual. Euro 2008                                                           | -                                                                         |                                                                           |
| 28/3/2007                                                                 | Barcellona                                                                | Andorra                                                                   | 0 – 3                                                                     | Inghilterra                                                               | Qual. Euro 2008                                                           | -                                                                         |                                                                           |
| 2/6/2007                                                                  | San Pietroburgo                                                           | Russia                                                                    | 4 – 0                                                                     | Andorra                                                                   | Qual. Euro 2008                                                           | -                                                                         |                                                                           |
| 6/6/2007                                                                  | Aixovall                                                                  | Andorra                                                                   | 0 – 2                                                                     | Israele                                                                   | Qual. Euro 2008                                                           | -                                                                         |                                                                           |
| 22/8/2007                                                                 | Tallinn                                                                   | Estonia                                                                   | 2 – 1                                                                     | Andorra                                                                   | Qual. Euro 2008                                                           | Fernando Silva                                                            |                                                                           |
| 12/9/2007                                                                 | Andorra la Vella                                                          | Andorra                                                                   | 0 – 6                                                                     | Croazia                                                                   | Qual. Euro 2008                                                           | -                                                                         |                                                                           |
| 17/10/2007                                                                | Skopje                                                                    | Macedonia del Nord                                                        | 3 – 0                                                                     | Andorra                                                                   | Qual. Euro 2008                                                           | -                                                                         |                                                                           |
| 17/11/2007                                                                | Aixovall                                                                  | Andorra                                                                   | 0 – 2                                                                     | Estonia                                                                   | Qual. Euro 2008                                                           | -                                                                         |                                                                           |
| 21/11/2007                                                                | Aixovall                                                                  | Andorra                                                                   | 0 – 1                                                                     | Russia                                                                    | Qual. Euro 2008                                                           | -                                                                         |                                                                           |
| 26/3/2008                                                                 | Aixovall                                                                  | Andorra                                                                   | 0 – 3                                                                     | Lettonia                                                                  | Amichevole                                                                | -                                                                         |                                                                           |
| 4/6/2008                                                                  | Aixovall                                                                  | Andorra                                                                   | 1 – 2                                                                     | Azerbaigian                                                               | Amichevole                                                                | Antoni Lima Solá                                                          |                                                                           |
| 20/8/2008                                                                 | Almaty                                                                    | Kazakistan                                                                | 3 – 0                                                                     | Andorra                                                                   | Qual. Mondiali 2010                                                       | -                                                                         |                                                                           |
| 6/9/2008                                                                  | Barcellona                                                                | Andorra                                                                   | 0 – 2                                                                     | Inghilterra                                                               | Qual. Mondiali 2010                                                       | -                                                                         |                                                                           |
| 10/9/2009                                                                 | Aixovall                                                                  | Andorra                                                                   | 1 – 3                                                                     | Bielorussia                                                               | Qual. Mondiali 2010                                                       | Marc Pujol                                                                |                                                                           |
| 15/10/2008                                                                | Zagabria                                                                  | Croazia                                                                   | 4 – 0                                                                     | Andorra                                                                   | Qual. Mondiali 2010                                                       | -                                                                         |                                                                           |
| 11/2/2009                                                                 | Albufeira                                                                 | Lituania                                                                  | 3 – 1                                                                     | Andorra                                                                   | Amichevole                                                                | Ildefonso Lima                                                            |                                                                           |
| 1/4/2009                                                                  | Aixovall                                                                  | Andorra                                                                   | 0 – 2                                                                     | Croazia                                                                   | Qual. Mondiali 2010                                                       | -                                                                         |                                                                           |
| 6/6/2009                                                                  | Hrodna                                                                    | Bielorussia                                                               | 5 – 1                                                                     | Andorra                                                                   | Qual. Mondiali 2010                                                       | Ildefonso Lima                                                            |                                                                           |
| 10/6/2009                                                                 | Londra                                                                    | Inghilterra                                                               | 6 – 0                                                                     | Andorra                                                                   | Qual. Mondiali 2010                                                       | -                                                                         |                                                                           |
| 5/9/2009                                                                  | Kiev                                                                      | Ucraina                                                                   | 5 – 0                                                                     | Andorra                                                                   | Qual. Mondiali 2010                                                       | -                                                                         |                                                                           |
| 9/9/2009                                                                  | Aixovall                                                                  | Andorra                                                                   | 1 – 3                                                                     | Kazakistan                                                                | Qual. Mondiali 2010                                                       | Óscar Sonejee                                                             |                                                                           |
| 14/10/2009                                                                | Aixovall                                                                  | Andorra                                                                   | 0 – 6                                                                     | Ucraina                                                                   | Qual. Mondiali 2010                                                       | -                                                                         |                                                                           |
| Totale                                                                    |                                                                           | Presenze                                                                  | 75                                                                        |                                                                           | Reti                                                                      | 24                                                                        |                                                                           |